# Ochotnicza Straż Pożarna w Kolonii Ostrowickiej
Ochotnicza Straż Pożarna w Kolonii Ostrowickiej – jednostka OSP, organizacja społeczna powstała 16 lipca 1929 w Kolonii Ostrowickiej, zrzeszona w Związku Ochotniczych Straży Pożarnych RP, a od 1998 wchodząca w skład Krajowego Systemu Ratowniczo-Gaśniczego.

## Historia
Założycielami miejscowej straży pożarnej byli: Henryk Jankowski, Radke, A. Leczkowski, A. Molus, W. Molus.
Początkowo jednostka dysponowała sikawką ręczną, wozem konnym i ręczną syreną. Następnie otrzymała motopompę M-80 i samochód marki Lublin. W 1975 jednostka otrzymała samochód Star GBAM, a w 1979 drugą motopompę M-800 oraz syrenę elektryczną i radiotelefon przenośny. Obecnie jednostka dysponuje samochodem Star GBM-2,5/8, który otrzymała z jednostki OSP Opalenie w 1992.
Od 6 stycznia 1975, w związku ze zmianami administracyjnymi województw w Polsce, Kolonia Ostrowicka znalazła się w województwie gdańskim (wcześniej należała do województwa bydgoskiego), początkowo należała do gminy Opalenie, następnie do gminy Gniew. W 1976 do remizy dobudowano w czynie społecznym świetlicę. Ważnym wydarzeniem było nadanie jednostce 15 lipca 1979 sztandaru ufundowanego przez lokalne społeczeństwo.
W 1998 jednostka została włączona do Krajowego Systemu Ratowniczo-Gaśniczego, co spowodowało, że jednostka otrzymuje systematycznie sprzęt do ratownictwa. W 2000 został założony system selektywnego wywoływania jednostki, co ma duży wpływ na szybkość podejmowania akcji ratowniczych.
Jednostka OSP w Kolonii Ostrowickiej liczy 45 członków. Przy jednostce działa też drużyna młodzieżowa, która powstała w 1962 i liczyła wtedy 11 członków, obecnie 14.

### Prezesi
- dh Henryk Jasiński w latach 1929-1939,
- dh Herbert Ziman 1939-1946,
- dh Antoni Molus 1962-1972,
- dh Stefan Zięba 1972-1979,
- dh Bernard Staniszewski 1979-1986,
- dh Bogdan Vogler 1986-1988,
- dh Michał Marks 1988-1990,
- dh Aleksander Mocziński 1990-1994
- dh Jerzy Łuczak 1994-nadal

### Naczelnicy
- dh Antoni Molus 1929-1962,
- dh Władysław Molus 1962-1968,
- dh Jerzy Kabat 1968-1972,
- dh Aleksander Mocziński 1972-1976,
- dh Jan Łydka 1977-1987,
- dh Zbigniew Olszewski 1987-2004
- dh Jarosław Sławiński 2004-nadal

## Zadania
Straż pożarna bierze udział w akcjach ratunkowych związanych z gaszeniem pożarów oraz podczas wypadków drogowych, a także rywalizuje w konkursach i zawodach pożarniczych.